# Sueo Ōe
Sueo Ōe (jap. 大江季雄 Ōe Sueo; ur. 2 sierpnia 1914 w  Maizuru, prefektura Kioto, zm. 24 grudnia 1941 na Luzonie) – japoński lekkoatleta, specjalista skoku o tyczce, brązowy medalista olimpijski z 1936.
Na igrzyskach olimpijskich w 1936 w Berlinie zdobył brązowy medal w skoku o tyczce, przegrywając z Amerykaninem Earle’em Meadowsem oraz po dogrywce ze swym rodakiem Shūhei Nishidą. Po powrocie do Japonii obaj japońscy medaliści oddali swe medale do przecięcia i zespawania jako srebrno-brązowe.
Zwyciężył również w igrzyskach Dalekiego Wschodu w 1934 w Manili. Zdobył srebrny medal na akademickich mistrzostwach świata w 1935 w Budapeszcie za Nishidą.
Dwukrotnie poprawiał rekord Japonii w skoku o tyczce, doprowadzając go do wyniku 4,35 (26 września 1937 w Nishinomiya). Został on poprawiony dopiero w 1958.
Studiował na Uniwersytecie Keiō.
Podczas kampanii filipińskiej zginął w walkach na Luzonie.